# Tynaarlo (commune)
Pour les articles homonymes, voir Tynaarlo.
Tynaarlo  (en drents : Tynaorl) est une commune néerlandaise située dans la province de Drenthe.

## Géographie
La commune s'étend sur 147,65 km2 à l'extrémité nord de la province de Drenthe. Elle constitue une banlieue de Groningue toute proche, capitale de la province du même nom. Eelde-Paterswolde et Zuidlaren sont les deux principales zones urbanisées du territoire de la commune qui comprend par ailleurs des localités plus petites et des zones rurales. La surface en eau est de 3,93 km2 et s'étend en partie sur les lacs de Paterswolde et de Zuidlaren.

## Histoire
La commune est créée le 1er janvier 1998 par la fusion des trois communes d'Eelde, Vries et Zuidlaren. Elle porte alors le nom de cette dernière, mais après les protestations des deux autres, les autorités décident d'adopter un nom plus impartial. C'est alors le village de Tynaarlo, situé entre Eelde, Vries et Zuidlaren, qui est choisi pour donner son nom à la nouvelle commune à compter du 1er janvier 2000.
Les services municipaux demeurent dispersés sur les différents sites des anciennes communes avant d'être regroupés dans la nouvelle mairie inaugurée le 7 mai 2004 à Vries.

## Démographie
Le 1er janvier 2020, la population s'élevait à 33 887 habitants.
| Eelde-Paterswolde | 10 790 |
| Zuidlaren*        | 10 190 |
| Vries             | 4 060  |
| Eelderwolde       | 2 785  |
| Tynaarlo          | 1 805  |
| Yde               | 850    |
| Zeijen            | 735    |
| De Groeve         | 475    |

| Donderen        | 485 |
| Midlaren        | 335 |
| Zeegse          | 370 |
| Zuidlaarderveen | 325 |
| De Punt         | 230 |
| Bunne           | 230 |
| Taarlo          | 110 |
| Winde           | 105 |
| Oudemolen       | 75  |

Source : CBS
* Les quartiers de Schuilingsoord, Westlaren et Zuides inclus.